# Стренково-Нечиковське
Стренково-Нечиковське (пол. Strękowo Nieczykowskie) — село в Польщі, у гміні Нур Островського повіту Мазовецького воєводства.
У 1975-1998 роках село належало до Ломжинського воєводства.